# 오마담의 외출
"O마담의 외출"은 1983년에 개봉한 대한민국의 영화이다.

## 캐스팅
- 김보연 : 오가희 역
- 남궁원
- 임동진
- 김동현
- 하재영 (우정출연)
- 김영애 (우정출연)
- 김을동 (우정출연)
- 김인문 (우정출연)
- 한주열 (우정출연)
- 남수정 (우정출연)
- 문미봉 (우정출연)
- 최재호 (우정출연)
- 양성원 (우정출연)
- 오도규 (우정출연)
- 최일 (우정출연)